# Eleccions generals espanyoles de 1933
El 19 de novembre de 1933 es van celebrar les segones eleccions generals de la Segona República Espanyola per a les Corts i foren les primeres en les quals hi va haver sufragi universal a Espanya i votaren les dones. Les eleccions van donar la majoria als partits de dretes, cosa que va donar lloc al denominat bienni radical-cedista o bienni negre dels anys 1934 i 1935.

## Convocatòria
El president de la República, Niceto Alcalá-Zamora, va decidir resoldre la crisi plantejada per la dissolució de la coalició republicanosocialista que havia sustentat el govern de Manuel Azaña durant el primer bienni, amb la dissolució de les Corts elegides el juny de 1931, ja que va creure que aquestes ja no representaven l'opinió pública dominant en aquell moment després de les fortes reaccions i tensions que s'havien viscut a Espanya a conseqüència de la política reformista empresa pel govern socialazañista. I per això va cercar l'«orientació i harmonia definitiva, acudint a la consulta directa de la voluntat general», tal com deia en el preàmbul del decret de convocatòria de les elecciones.
La nova llei electoral aprovada el 27 de juliol de 1933 va introduir alguns canvis respecte a la que s'havia aplicat a les eleccions anteriors de juny de 1931: es va elevar al 40% la quantitat de vots requerida per una candidatura per triomfar en la primera volta, mentre que en la segona, que se celebraria si cap candidat arribava a aquesta xifra, només podien participar-hi els que haguessin arribat al 8% dels vots. A més, es va possibilitar el canvi en la composició de les candidatures entre la primera i la segona voltes. Però es va mantenir l'essencial: era un sistema electoral d'escrutini uninominal majoritari de llistes obertes que premiava les candidatures que obtinguessin més vots, de manera que els partits que aconseguissin presentar-se en coalició aconseguien un nombre més gran de diputats que si es presentaven en solitari.

## Resultats
Els resultats foren:
| ← Eleccions generals espanyoles, 19 de novembre de 1933 → |        |        |      |
| Partit                                                    | Escons | % Esc. | Dif. |
| Confederació Espanyola de Dretes Autònomes (CEDA)         | 115    | 24,3   | +115 |
| Partit Republicà Radical (PRR)                            | 104    | 22,0   | +10  |
| Partit Socialista (PSOE)                                  | 58     | 12,2   | -57  |
| Partit Agrari                                             | 36     | 7,6    | +10  |
| Lliga Catalana                                            | 24     | 5,1    | +20  |
| Comunió Tradicionalista                                   | 21     | 4,4    | +14  |
| Esquerra Republicana de Catalunya (ERC)                   | 18     | 3,8    | -13  |
| Renovación Española                                       | 16     | 3,4    | -    |
| Independents de dreta                                     | 16     | 3,4    | -    |
| Partit Nacionalista Basc (PNV)                            | 12     | 2,5    | -    |
| Partit Republicà Liberal Demòcrata                        | 10     | 2,1    | -    |
| Acció Republicana (AR)                                    | 5      | 1,1    | -    |
| Radical-socialistes independents                          | 4      | 0,8    | -    |
| Federals                                                  | 4      | 0,8    | -    |
| Republicans progressistes                                 | 3      | 0,6    | -    |
| Unió Socialista de Catalunya                              | 3      | 0,6    | -1   |
| Republicans independents                                  | 2      | 0,4    | -    |
| Partit Comunista d'Espanya (PCE)                          | 1      | 0,2    | +1   |
| Radical-Socialistes                                       | 1      | 0,2    | -    |
| Republicans gallecs                                       | 1      | 0,2    | -    |
| TOTAL                                                     | 472    | 100,00 | +2   |

Per grups, podem diferenciar:
- Partits de dreta: CEDA, Agraris : 31,02% i 117 escons
- Partit Republicà Radical: 15,26% i 104 escons
- Partits que donaven suport al Govern (Acció Republicana, PSOE, Partit Republicà Radical Socialista…): 99 escons
- Altres partits de dretes: 90 escons (35 carlistas i monàrquics, 29 agraris, etc.)
- ERC, Unió Socialista de Catalunya, Unió de Rabassaires: 5,06% i 26 escons
- Lliga Regionalista de Catalunya: 24 escons.
- Partit Nacionalista Basc: 11 escons
- ORGA i Partit Galleguista: 8 escons
- Partit Comunista d'Espanya: 1 escó.

Encara que la victòria del centredreta va ser clara, ja que dels 8.535.200 vots emesos, 3.365.700 van ser per a partits de dretes, 2.051.500 per a partits de centre i 3.118.000 per als partits d'esquerra, el repartiment d'escons no és representatiu de la distribució de vots, a causa de la llei electoral. Com a exemple, els socialistes van aconseguir 1.722.000 vots per a obtenir 60 escons, mentre que els radicals, amb només 700.000 vots van aconseguir 104 escons (segons l'historiador Hugh Thomas). Les Corts van ser dissoltes anticipadament donant lloc les eleccions generals de 1936.

## Resultats per circumscripcions

### Catalunya
- Barcelona ciutat (19 escons)
  - Lluís Companys i Jover (ERC)
  - Josep Mestre i Puig (ERC)
  - Marià Rubió i Tudurí (ERC)
  - Josep Sunyol i Garriga (ERC)
  - Abel Velilla Sarasola (PRDF)
  - Francesc Cambó i Batlle (Lliga Catalana)
  - Joan Ventosa i Calvell (Lliga Catalana)
  - Pere Rahola i Molinas (Lliga Catalana)
  - Lluís Puig de la Bellacasa i Deu (Lliga Catalana)
  - Joaquim Pellicena i Camacho (Lliga Catalana)
  - Felip de Solà i Cañizares (Lliga Catalana)
  - Joaquim Maria de Nadal i Ferrer (Lliga Catalana)
  - Francesc Pons i Pla (Lliga Catalana)
  - Antoni Gabarró i Torres (Lliga Catalana)
  - Alexandre Gallart i Folch (Lliga Catalana)
  - Francesc Bastos i Ansart (Lliga Catalana)
  - Vicent Solé de Sojo (Lliga Catalana)
  - Josep Ayats Surribas (CEDA)
  - Joaquim Reig i Rodríguez (indep. en la Lliga Catalana)
- Barcelona província (15 escons)
  - Jaume Aiguader i Miró (ERC)
  - Amadeu Aragay i Davi (ERC)
  - Domènec Palet i Barba (ERC)
  - Josep Grau i Jassans (ERC)
  - Joan Ferret i Navarro (PRDF dins les llistes d'ERC)
  - Josep Antoni Trabal i Sans (ERC)
  - Josep Tomàs i Piera (ERC)
  - Joan Ventosa i Roig (ERC)
  - Francesc Senyal i Ferrer (ERC)
  - Felip Barjau i Riera (USC)
  - Jaume Comas i Jo (USC)
  - Josep Calvet i Móra (Unió de Rabassaires)
  - Francesc Salvans i Armengol (Lliga Catalana)
  - Josep Maria Trias de Bes i Giró (Lliga Catalana)
  - Miquel Vidal i Guardiola (Lliga Catalana)
- Lleida (6 escons)
  - Manuel Florensa i Farré (Lliga Catalana)
  - Lluís Massot i Balaguer (Lliga Catalana)
  - Lluís G. Pinyol i Agulló (Lliga Catalana)
  - Casimir de Sangenís i Bertrand (Comunió Tradicionalista))
  - Epifani Bellí i Castiel (ERC)
  - Luis Bello Trompeta (Acció Republicana)
- Girona (7 escons)
  - Josep Mascort i Ribot (ERC)
  - Miquel Santaló i Parvorell (ERC)
  - Josep Sagrera i Corominas (ERC)
  - Joan Estelrich i Artigues (Lliga Catalana)
  - Melcior Marial i Mundet (PRDF dins les llistes d'ERC)
  - Manuel Serra Moret (Unió Socialista de Catalunya)
  - Carles Badia i Malagrida (Lliga Catalana)
- Tarragona (7 escons)
  - Josep Maria Casabò i Torras (Lliga Catalana)
  - Josep Mullerat i Soldevila (Lliga Catalana)
  - Gaietà Vilella Puig (independent dins la Lliga)
  - Joaquim Bau i Nolla (Comunió Tradicionalista)
  - Amós Ruiz Lecina (PSOE),
  - Joan Palau i Mayor (Partit Republicà Radical)
  - Daniel Mangrané i Escardó (PRDF)

### Illes Balears
- Tomàs Salort i de Olives (CEDA)
- Luis Zaforteza Villalonga (CEDA)
- Joan March Ordinas (Partit Republicà de Centre)
- Pere Matutes Noguera (Partit Republicà de Centre)
- Bartomeu Fons i Jofre de Villegas (Partit Regionalista de Mallorca)
- Josep Teodor Canet Menéndez (Partit Republicà Radical)
- Francesc Julià i Perelló (Partit Republicà Radical)

### País Valencià
- Castelló (6 escons)
  - José Morelló del Pozo (PURA)
  - Vicente Cantos Figuerola (PURA)
  - Álvaro Pascual-Leone Forner (PURA)
  - Ignasi Villalonga i Villalba (CEDA)
  - Antonio Martí Olucha (CEDA)
  - Juan Granell Pascual (Comunió Tradicionalista)
- València ciutat (7 escons)
  - Lluís Lúcia i Lúcia (CEDA)
  - Alejandro Lerroux (PURA)
  - Sigfrido Blasco-Ibáñez Blasco (PURA)
  - Ricardo Samper e Ibáñez (PURA)
  - Vicent Marco Miranda (PURA)
  - Pascual Martínez Sala (PURA)
  - Joaquín Manglano y Cucaló de Montull (Comunió Tradicionalista)
- València província (13 escons)
  - Ramón Cantos Saiz de Carlos (PURA)
  - Juli Just Jimeno (PURA)
  - Vicente Lambies Grancha (PURA)
  - Juan Chabret Bru (PURA)
  - Faustí Valentín i Torrejón (PURA)
  - Gerardo Carreres Bayarri (PURA)
  - José García-Berlanga Pardo (PURA)
  - Ángel Puig Puig (PURA)
  - Vicente de Roig Ibáñez (PURA)
  - Eduardo Molero Massa (PRC)
  - Francisco Javier Bosch Marín (CEDA)
  - Luis García Guijarro (CEDA)
  - Fernando Oria de Rueda y Fontán (CEDA)
- Alacant (11 escons)
  - Rafael Alberola Herrera (CEDA)
  - Francisco Moltó Pascual (CEDA)
  - Juan Torres Sala de Orduña y Feliu (CEDA)
  - José Martínez Arenas (PRC)
  - Romualdo Rodríguez de Vera (PSOE)
  - Manuel González Ramos (PSOE)
  - Rodolfo Llopis Ferrándiz (PSOE)
  - Joaquín Chapaprieta Torregrosa (republicà independent)
  - Miguel de Cámara Cendoya (Partit Republicà Radical)
  - José María Ruiz-Pérez Águila (Partit Republicà Radical)
  - César Oarrichena Genaro (Partit Republicà Radical)

### País Basc i Navarra
- Àlaba (2 escons)
  - Francisco Javier Landáburu Fernández de Betoño (PNB)
  - José Luis de Oriol y Urigüen (Comunió Tradicionalista)
- Biscaia (3 escons)
  - Marcelino Oreja Elósegui (Acción Católica)
  - José Antonio Aguirre Lekube (PNB)
  - Eliodoro de la Torre y Larrinaga (PNB)
- Bilbao (6 escons)
  - Indalecio Prieto Tuero (PSOE)
  - Manuel Azaña (Acció Republicana)
  - José Horn Areilza (PNB)
  - Manuel Robles Aranguiz (PNB)
  - Juan Antonio de Careaga y Andueza (PNB)
  - Ramón de Vicuña y Epalza (PNB)

- Guipúscoa (6 escons)
  - Rafael Picavea Leguía (independent dins les llistes del PNB)
  - Jesús María de Leizaola Sánchez (PNB)
  - Manuel de Irujo (PNB)
  - Telesforo de Monzón (PNB)
  - Juan Antonio Irazusta Muñoa (PNB)
  - Ramiro de Maeztu (Renovación Española)
- Navarra (7escons) tots els escons eren agrupats dins el Bloc de Dretes
  - Tomás Domínguez Arévalo, comte de Rodezno (Comunión Tradicionalista)
  - Esteban de Bilbao Eguía (Comunión Tradicionalista)
  - Javier Martínez de Morentín (Comunión Tradicionalista)
  - Luis Arellano Dihinx (Comunión Tradicionalista)
  - Rafael Aizpún Santafé (CEDA)
  - José Gafo (independent)
  - Raimundo García García (independent)

### Galícia
- La Corunya (17 escons)
  - Santiago Casares Quiroga (ORGA)
  - Alejandro Rodríguez Cadarso (ORGA)
  - Emilio González López (ORGA)
  - Leandro Pita Romero (ORGA)
  - Manuel Iglesias Corral (ORGA)
  - Antonio Rodríguez Pérez (independent amb ORGA)
  - José Reino Caamaño (PRC)
  - Benito Blanco-Rajoy Espada (CEDA)
  - Eugenio Vázquez Gundín (CEDA)
  - Felipe Gil Casares (CEDA)
  - José María Méndez Gil Brandón (CEDA)
  - José García Ramos y Segund (Partit Republicà Radical)
  - José Miñones Bernárdez (Partit Republicà Radical)
  - Ángel Aperribay y Pita da Veiga (dreta independent)
  - Eduardo O'Shea y Verdes Montenegro (dreta independent)
  - José del Moral Sanjurjo (dreta independent)
  - José Calvo Sotelo (Renovación Española)
- Lugo (10 escons)
  - Ubaldo Azpiazu y Artazu (Partit Republicà Radical)
  - Manuel Becerra Fernández (Partit Republicà Radical)
  - Enrique Gómez Jiménez (PRC)
  - Luis Recaséns Siches (PRC)
  - José María Montenegro Soto (Renovación Española)
  - Ángel López Pérez (CEDA)
  - Felipe Lazcano y Morales de Setién (dreta agrària)
  - Luis Rodríguez de Viguri (dreta agrària)
  - Gumersindo Rico González (republicà independent)
  - Manuel Saco Rivera (republicà independent)
- Ourense (9 diputats)
  - Luis Fábrega Coello (Partit Republicà Radical)
  - Basilio Alvarez Rodríguez (Partit Republicà Radical)
  - Justo Villanueva Gómez (Partit Republicà Radical)
  - Fernando Ramos Cerviño (Partit Republicà Radical])
  - José Sabucedo Morales (Renovación Española)
  - José Calvo Sotelo (Renovación Española)
  - Andrés Amado y Reygondaud de Villebardet (Renovación Española)
  - Carlos Taboada Tundidor (CEDA)
  - Antonio Taboada Tundidor (Agrari)
- Pontevedra (13 escons)
  - Emiliano Iglesias Ambrosio (Partit Republicà Radical)
  - José López Varela (Partit Republicà Radical)
  - Ramón Salgado Pérez (Partit Republicà Radical)
  - Luis Fontaiña Sarrapio (Partit Republicà Radical)
  - Antonio Prieto Rivas (Partit Republicà Radical)
  - Vicente Sierra Martínez (Partit Republicà Radical)
  - Nicasio Guisasola Domínguez (CEDA)
  - Severino Barros de Lis (CEDA)
  - Víctor Lis Quibén (Agrari-CEDA)
  - Alfredo García Ramos (Agrari)
  - Honorio Maura Gamazo (Renovación Española)
  - Isidoro Millán Mariño (PRLD)
  - Fernando Villamarín Rodríguez (PRC)

### Andalusia
- Província de Sevilla
  - José González Fernández de Labandera (Partit Republicà Radical)